# Грант (община Толмин)
Вижте пояснителната страница за други значения на Грант.
Грант (на словенски: Grant) е село в Словения, регион Горишка, община Толмин. Според Националната статистическа служба на Република Словения през 2015 г. селото има 15 жители.